# كريستينا فيشر
كريستينا فيشر (بالألمانية: Anke Engelke )‏ (و. 1965  م) هي ممثلة، ومقدمة تلفزيونية، وممثلة صوت، ومقدمة برامج إذاعية، ومغنية، وممثلة أفلام، من ألمانيا، ولدت في مونتريال.

## التعليم
تعلمت في Freiherr-vom-Stein-Schule ‏، وجامعة كولونيا، في تخصص دراسات اللغة الإنجليزية، ودراسات الرومانسية، وبيداغوجيا.

## وصلات خارجية
- كريستينا فيشر في قاعدة بيانات الأفلام على الإنترنت
- كريستينا فيشر على موقع IMDb (الإنجليزية)
- كريستينا فيشر على موقع روتن توميتوز (الإنجليزية)
- كريستينا فيشر على موقع مونزينجر (الألمانية)
- كريستينا فيشر على موقع ألو سيني (الفرنسية)
- كريستينا فيشر على موقع ميوزك برينز (الإنجليزية)
- كريستينا فيشر على موقع تيرنر كلاسيك موفيز (الإنجليزية)
- كريستينا فيشر على موقع أول موفي (الإنجليزية)
- كريستينا فيشر على موقع ديسكوغز (الإنجليزية)
- كريستينا فيشر على موقع ديسكوغز (الإنجليزية)
- كريستينا فيشر على موقع قاعدة بيانات الفيلم (الإنجليزية)